# 캘리포니아 성운
캘리포니아 성운(영어: California Nebula, NGC 1499)은 페르세우스자리에 있는 H II 영역이다. 1884년에 E. E. 바너드가 발견하였다.